# Ликомед
Ликомед (на старогръцки: Λυχομήδης) в древногръцката митология е цар на остров Скирос. При него бяга Тезей, когато на власт в Атина идва Менестей. Ликомед, обаче може би поради страха пред такъв могъщ пришелец или в желанието си да угоди на Менестей, коварно блъска Тезей от скала. Според Павзаний той сам скочил.
При Ликомед, Тетида скрила сина си Ахил, в желанието си да го спаси от участие в Троянската война, защото според предсказание той там щял да загине. Ахил имал тайна връзка с дъщерята на Ликомед Деидамея, от която се родил Пир (Неоптолем).